# Teatro de operaciones
En terminología militar, se denomina teatro de operaciones o simplemente teatro a un área geográfica específica en la cual se desarrolla un conflicto armado. Una guerra tiene que desarrollarse en una proporción considerable del globo terráqueo para que se la considere suficientemente grande para tener teatros, término que nunca se usa en singular: una guerra tiene dos o más teatros o ninguno.
Generalmente, cada teatro de operaciones es distinto y está separado físicamente del resto. De hecho, la delineación de los límites entre los teatros lo fijan normalmente las fronteras continentales o los océanos. Un conflicto que incluya distintos teatros de operaciones debe tener por lo menos una nación implicada en varios de los teatros; si no es así, cada área se considera una guerra distinta de las demás.
Un buen ejemplo, aunque no el primero, de una guerra con varios teatros de operaciones es la Segunda Guerra Mundial, la cual tuvo por lo menos tres teatros distintos: uno en Europa, otro en el Pacífico y otro en África, aunque este último es considerado por algunos historiadores como parte del europeo.
Guerra de Sucesión Española
- Teatro de Europa
- Teatro de América

Guerra de los Siete Años
- Teatro de Europa
- Teatro de la India
- Teatro de América

Guerras Napoleónicas
- Teatro de Europa
- Teatro de Medio Oriente

Guerra Civil Estadounidense
- Teatro del Este
- Teatro del Oeste

Primera Guerra Mundial
- Teatro de Europa: Frentes Occidental, Oriental, Italiano y Bálcanico.
- Teatro de Medio Oriente: Cáucaso, Siria y Palestina, Arabia, Persia y Mesopotamia.
- Teatro de África: Áfricas sudoccidental, Oriental, Occidental y Septentrional.
- Teatro del Extremo Oriente y del Pacífico.

Segunda Guerra Mundial
- Teatro de Europa: Frentes Occidental, Oriental y de los Balcanes.
- Teatro del Mediterráneo y Oriente Medio.
- Teatro del Pacífico: Frentes de China, Pacífico Central, Pacífico Sudoccidental y Sudeste Asiático.

Guerra de las Malvinas
- Teatro de Operaciones Malvinas
- Teatro de Operaciones Atlántico Sur
- Teatro de Operaciones Sur